# 羽根突

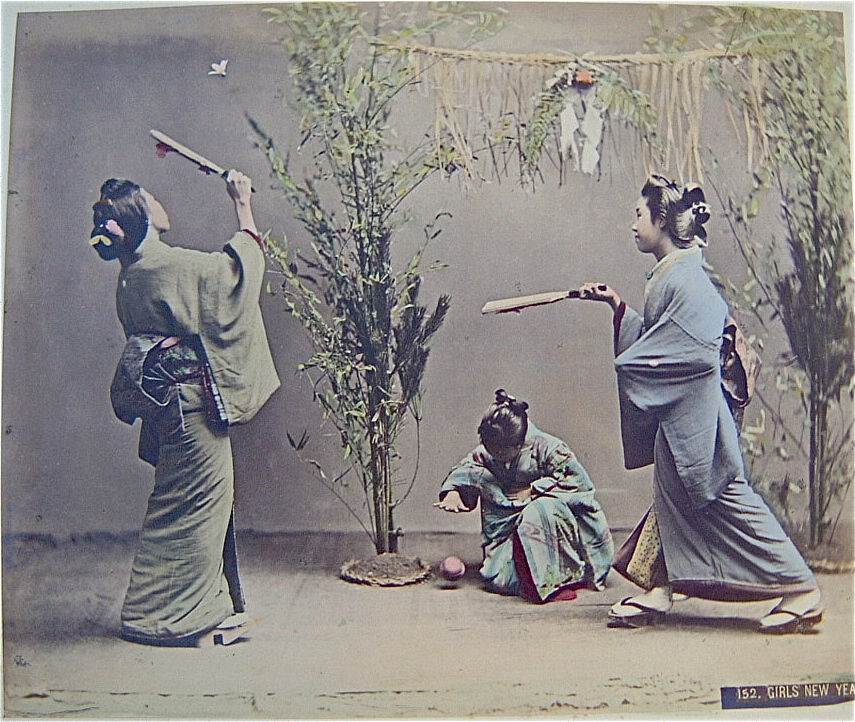
色彩恢復的黑白照片記錄羽根突

羽根突（日語：羽根突き），是一種日本傳統在新年時主要為女孩玩的板羽球遊戲或運動。兩人以羽子板互相打擊羽根，讓毽子掉落的一方就輸了，輸的一方要被在臉上塗墨作為處罰。

## 參看
- 羽毛球
- 毽球